# Komiyama Takanobu
Takanobu Komiyama (sinh ngày 3 tháng 10 năm 1984) là một cầu thủ bóng đá người Nhật Bản.

## Sự nghiệp câu lạc bộ
Takanobu Komiyama đã từng chơi cho Yokohama F. Marinos và Kawasaki Frontale.